# Nadya Hutagalung
Nadya Yuti Hutagalung (Sydney, 28 luglio 1974) è una modella, attrice, conduttrice televisiva, VJ, pittrice e designer di gioielli australiana con cittadinanza indonesiana, conosciuta principalmente per aver condotto le prime due stagioni del format Asia's Next Top Model.

## Biografia
Nadya è nata in Australia da padre indonesiano di etnia Batak, originario dell'isola di Sumatra, e madre australiana.
Oltre ad aver condotto due stagioni di Asia's Next Top Model, l'ex-modella ha condotto il programma Global Groove per MTV USA ed è stata una delle primissime VJ di MTV Asia.
La conduttrice è stata inserita nella classifica dei "Maggiori Trendsetter Asiatici" dalla rivista Asiaweek, insieme a personaggi del calibro del quattordicesimo Dalai Lama, dell'attrice malaysiana Michelle Yeoh e dell'attore di Hong Kong Chow Yun-Fat, grazie alla vittoria ottenuta agli asian Television Awards del 1997 nella categoria "Migliore Presentatrice Televisiva". Lo stesso anno, la conduttrice ha vinto anche il premio per la "Personalità dello Spettacolo dell'Anno" del giornale di Singapore The New Paper, ed è stata eletta "Donna più Bella di Singapore" dalle lettrici della rivista Female.
Nel 2009, Nadya è stata inserita nella classifica delle 20 persone più influenti di Singapore dalla CNN. Nello stesso anno, ha ottenuto il riconoscimento di "Miglior Conduttrice Televisiva" dalla rivista Elle.
Tra gli altri premi, la conduttrice ha vinto il riconoscimento "MNC Lifestyle" dall'omonimo canale televisivo indonesiano, inoltre ha vinto il premio SIP Fellow Award riconosciutole dal Singapore Innovation Park.

## Vita privata
La modella ha sposato il nuotatore di Singapore Desmond Koh il 16 dicembre 2006, in una cerimonia tenuta all'hotel Uma Ubud di Bali, in Indonesia. La coppia vive attualmente a Singapore.
Nadya è un'attivista ecologica. Ha lanciato, infatti, una propria linea di gioielli sostenibili chiamato OSEL, il cui nome significa "Luce Chiara" in tibetano (la conduttrice, infatti, è anche una praticante della religione buddhista tibetana).